# Tapas
Tapas (tápasya) é uma palavra sânscrita que significa "aquecer". Na religião védica, no hinduísmo, e no jainismo, é usada figurativamente, denotando sofrimento espiritual, mortificação da pele ou miséria e também o êxtase espiritual de um iogue. Na Rig Veda, a palavra está ligada ao culto da soma. O adjetivo tapasvin significa "infeliz, pobre, miserável" mas também "contido, que pratica austeridades".
Tapas ou tapasias, austeridades religiosas, como sacrifícios e transes yógicos realizados com o objetivo de conseguir alguma bênção dos deuses. Ravana realizou inúmeras e grandiosas tapas, satisfazendo deuses poderosíssimos como Xiva e Brama, para alcançar objetivos sórdidos.